# Nooit meer Tarzan
Nooit meer Tarzan is het tweede studioalbum van de Nederlandse band De Dijk, uitgebracht in 1983. Het album is opgenomen en gemixt in de Dureco Studio te Weesp. De teksten van alle nummers zijn geschreven door Huub van der Lubbe. 

## Nummers
| Nr. | Titel                    | Schrijver(s)                           | Duur |
| --- | ------------------------ | -------------------------------------- | ---- |
| 1.  | Nooit meer Tarzan        | Antonie Broek, Huub van der Lubbe      | 4:13 |
| 2.  | Hunker                   | Hans van der Lubbe, Huub van der Lubbe | 4:07 |
| 3.  | Slow motion              | Hans van der Lubbe, Huub van der Lubbe | 3:14 |
| 4.  | Zoveel ik kan            | Bert Stelder, Huub van der Lubbe       | 2:53 |
| 5.  | De zon gaat op voor niks | Pim Kops, Huub van der Lubbe           | 3:50 |

| Nr. | Titel            | Schrijver(s)                                     | Duur |
| --- | ---------------- | ------------------------------------------------ | ---- |
| 1.  | Jukeboxblues     | Hans van der Lubbe, Huub van der Lubbe           | 3:24 |
| 2.  | Liefje lief      | Nico Arzbach, Huub van der Lubbe                 | 3:23 |
| 3.  | Dief in de nacht | Pim Kops, Hans van der Lubbe, Huub van der Lubbe | 3:58 |
| 4.  | Zure mannen      | Bert Stelder, Huub van der Lubbe                 | 1:57 |
| 5.  | Hoeveel treinen  | Pim Kops, Huub van der Lubbe                     | 4:29 |